# فرالاوی
ابوعبدالله محمد بن موسی شناخته شده به فَرالاوی شاعر ایرانی همدوره با شهید بلخی است. رودکی از او و شهید یکجا چنین یاد می‌کند:
| شاعر شهید و شهره فرالاوی |  | واین دیگران به جمله همه راوی |

شعر زیر از اوست:
| جودیّ چنان رفیع‌ارکان |  | عمان چنان شگرف‌مایه      |
| از گریه و آه آتشینم |  | گاهی پره است و گاه پایه |

از وی تنها ۳۷ بیت شعر باقی مانده‌است.